# Coadaptation
En biologie évolutive du développement, la coadaptation est l'ajustement mutuel de caractères selon leurs trois modalités d'interaction : 
- entre différents gènes (aspect moléculaire) ;
- entre les organes ou tissus composants un individu (aspect morphologique) ;
- entre deux espèces ou plus (aspect comportemental).

Lancelot Whyte Scotsman a utilisé le terme polémique « sélection interne » pour annoncer que chaque stade embryonnaire individuel doit être coadapté de deux façons: de manière fonctionnelle, mais aussi de manière chronologique. Le respect d'une chronologie entre les étapes permet à l'ensemble de l'embryogenèse de s’articuler de manière fluide.

## Origines

### Les mutations de la régulation cis
Les mutations génétiques sont à l’origine des phénomènes de coadaptation. Pendant des décennies, les biologistes évolutionnistes ont fait valoir que les changements dans les séquences cis-régulateurs constituent une partie importante de la base génétique de l'adaptation. Les idées sur l'importance de l'évolution des mutations des régions non codantes sont presque aussi vieilles que la découverte de séquences régulatrices elles-mêmes.
En 1961, François Jacob et Jacques Monod ont publié leurs recherches décrivant l'opéron lactose. Les auteurs spéculaient sur le rôle que les mutations pouvaient avoir évolutivement dans les opérateurs (opérateur est le terme qu’ils utilisaient pour désigner les régions régulatrices-cis). D’après eux, le bon fonctionnement de chaque gène dépend de deux éléments distincts : l’impact final qu’a le produit synthétisé et les circonstances dans lesquelles la production de ce produit se fait. Jacob et Monod, mettaient notamment en garde sur le fait qu’une très bonne enzyme peut être tout à fait inutile, voire contre-productive, si synthétisée dans de mauvaises conditions.
Deux autres études influentes ont été publiées, plus tard, dans les années 1970. Par le biais de preuves indirectes elles venaient encore renforcer l’hypothèse que les mutations cis-régulateurs pourraient avoir un rôle important dans l'évolution.
La première étude, fut publiée par Roy John Britten (en) et Eric H. Davidson (en) en 1971. Cette étude fut motivée par la découverte selon laquelle une proportion substantielle de nombreux génomes eucaryotes se compose de séquences répétitives. Britten et Davidson tentaient alors de réguler et contrôler la transcription des séquences répétitives afin d’obtenir par essai/erreur des informations sur les mécanismes en cours. C’est à eux que l’on doit le premier modèle expliquant l'évolution de séquences régulatrices et la mise en évidence du rôle crucial que jouent les mutations réglementaires dans l'évolution phénotypique .
Le deuxième article influent sur le sujet fut publié par King, M. C. et Wilson, A. C. en 1975. La réalisation de cette recherche est partie du constat que les protéines homologues chez les humains et les chimpanzés sont presque identiques. King et Wilson ont insisté sur le fait que le modeste degré de divergence dans la séquence de la protéine ne peut pas expliquer à lui seul des différences phénotypiques pourtant très profondes entre les espèces. Pour expliquer cet apparent non-sens ils proposaient que la cause principalement responsable de ce changement soit en fait des mutations de régulation. La différence entre chimpanzés et humains ne serait donc pas tant génétique, mais bien plus épigénétique.
Il est aujourd’hui admis que certaines des premières idées concernant la coadaptation régie par la régulation génétique n’étaient pas tout à fait justes sur certains points. Mais pourtant aujourd'hui le postulat de base est toujours valide : les mutations au sein des régions de régulation-cis sont à l’origine d’une variété de différences phénotypiques foisonnantes et écologiquement importantes dans la morphologie, la physiologie et le comportement.

## Le déséquilibre de liaison comme indice de coadaptation
La coadaptation est un facteur de la modification génétique des populations. Ces modifications génétiques sont décelables par la présence de déséquilibres de liaisons. On appelle déséquilibre de liaison toute mutation qui apparaîtrait fréquemment sur une certaine séquence qui se caractérise déjà par d'autres mutations précises. Ce qui distingue une association de mutation dites « déséquilibrée » d’une autre est la fréquence à laquelle le phénomène se produit . Si deux allèles, correspondant à deux loci distincts d’un même chromosome, sont plus fréquemment associés dans une population que ne le voudrait le hasard alors on parle de déséquilibre de liaison (DL). Les deux mutations toujours associées sur une même séquence sont des combinaisons d'allèles appelées « haplotypes ». Ces haplotypes vont être révélateur de la présence d’un gène favorisé par la sélection et donc de phénomènes de coadaptation.

## Exemples de coadaptation en génétique

### Pigmentation de la mouche à fruit

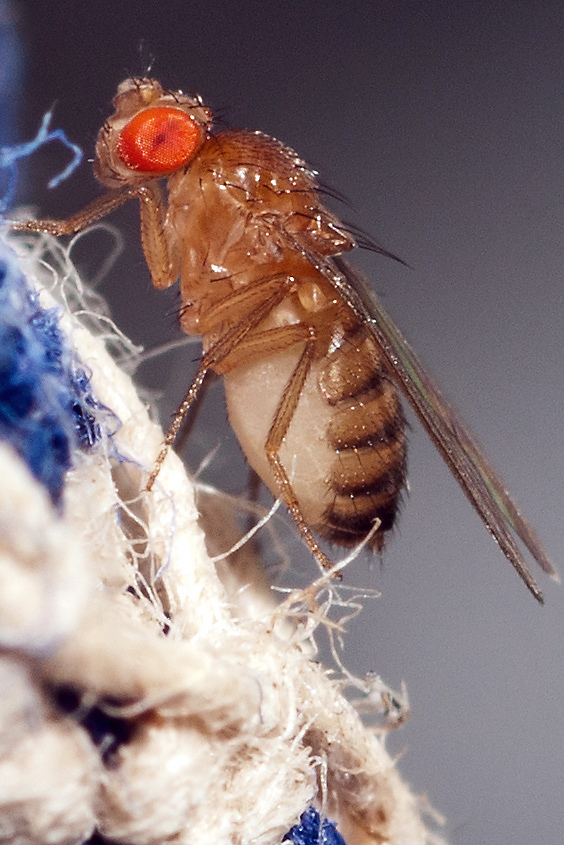
Une mouche à fruit.

La pigmentation chez les mouches à fruits est régi par son environnement. La thermorégulation va donc faire en sorte que plus une mouche se trouve dans des conditions froides et plus sa pigmentation sera élevée, lui permettant d'absorber la chaleur et donc de rester en activité. Cette pigmentation est contrôlée par deux gènes : jaune (Y) et d'ébène (e),. La protéine jaune (Y) synthétise la mélanine noire. La distribution spatiale du gène Y dans le corps de l’individu va déterminer le motif final via le pigment noir. En revanche, la pigmentation ébène agit comme antagoniste à la pigmentation jaune, en réprimant la synthèse de la mélanine noire. À partir de ces deux gènes, des phénomènes de coadaptation vont avoir lieu en réponse aux facteurs de l’environnement, ici, la température.

### Coadaptation nucléo-cytoplasmiques
Plusieurs études sur différentes espèces ont montré des variations cytoplasmiques (génomes mitochondrial et chloroplastique) dans les réponses adaptatives des plantes à leur milieu. C’est-à-dire que le génome mitochondrial ou chloroplastique d’un individu à un impact sur les caractères physiques d’un individu, le rendant plus ou moins apte à survivre. Par ailleurs, au cours du temps la coévolution des compartiments génétiques a conduit à une coadaptation nucléo-cytoplasmique dont la rupture aurait obligatoirement des conséquences importantes sur le phénotype de l’individu. En effet, la communication entre le noyau et le cytoplasme est primordiale pour un grand nombre de réactions cellulaires, enrayer cet échange de molécules et donc d’informations désorganise complètement la cellule, ce qui à plus grande échelle, perturbe le développement morphologique standard de l’individu. Toutefois, il reste beaucoup de zones d’ombres, les bases génétiques, moléculaires, et physiologiques de l’implication des génomes mitochondrial et chloroplastique dans ces adaptations restant à étudier.

## Coadaptation en morphologie
En anatomie, la coadaptation est l’ajustement mutuel exact des différentes parties du corps entre elles. Par exemple, les systèmes musculaires, squelettiques, nerveux et circulatoires doivent tous avoir une taille relative et un ajustement précis pour fonctionner (voir évolution de l'œil). À cet effet, chaque changement morphologique évolutif demande des changements synchronisés. C’est ce que l’on appelle la coadaptation. La coadaptation est la façon dont l’évolution prend en compte les changements environnementaux et la sélection qui en découle. D’après le Dr Jacques Genest, la coadaptation d’organes complexes comme l’œil, l’oreille, le rein ne peut être expliqué par la seule sélection naturelle. Les chances d’obtenir une organisation si complexe est infinitésimale même sur une période d’un ou deux milliards d’années.
Pour être capable de suivre, lors d'expériences de sélection, les coadaptations successives lors de la coévolution d'une élément (organe, os...) on utilise une série de points de repère dont les positions sont précisément annotées. Les points étant tous liés à une même structure, on comprend que si on observe une covariation sur un point (exemple déplacement dans l'espace), les points en périphérie subiront aussi les effets de cette covariation. La tendance de ces points à covarier est ensuite déterminée par deux matrices : la covariance génétique et phénotypique.

## Exemple de coadaptation morphologique

Tibias humains.

Des études comparant des résultats obtenus à la fois sur des souris et des humains, révèlent que les os des jambes, notamment les tibias vont adapter leur taux de minéralisation en fonction de leur épaisseur. La minéralisation étant un élément clé de la solidité d’un membre, si un os est allongé et fin il va avoir un taux de minéralisation plus élevé pour pallier son éventuelle fragilité. À contrario un os épais aurait une minéralisation moindre.

## Coadaptation entre deux espèces
La coadaptation en écologie définit des changements réciproques entre deux espèces qui interagissent. L’interaction peut être soit antagoniste, soit mutualiste : on parle de mutualisme lorsque les interactions entre deux espèces aboutissent à une amélioration de leur fitness respectif et d’antagonisme lorsque l’interaction détériore le fitness de l’une des deux espèces. Le parasitisme est un exemple flagrant d’interaction antagoniste. Dans un système hôte/parasite, les deux espèces, ayant des intérêts divergents, vont exercer l’une sur l’autre une pression sélective. Chaque fois que l’hôte riposte (ex : nouveau mécanisme de défense), le parasite est contraint de s’adapter de nouveau (ex : mécanisme capable de contourner l’intervention de l’hôte). L’amélioration d’un trait peut conférer dans un premier temps un avantage de fitness pour l’espèce qui le détient, puis devenir obsolète s’il n’est pas réactualisé en fonction des nouveautés évolutives s’opposant à lui. La coadaptation est donc un phénomène de mise à jour des capacités afin qu’elles soient adaptées aux conditions environnementales actuelles et toujours changeantes.
Peu importe la nature de la coadaptation (antagoniste et mutualiste) ce sont les mêmes mécanismes qui régulent les interactions inter-espèces. Ces mécanismes sont basés sur le principe de compétition. On le comprend aisément dans le cas d’une relation antagoniste, ou chacun améliore un trait particulier par intérêt personnel pour tirer un meilleur bénéfice de l’autre espèce, mais il en est de même chez les espèces mutualistes. Leur relation est basée sur un échange, mais rien n’y est gratuit. Si l’échange n’était pas avantageux pour les deux parties il cesserait immédiatement. En ce sens, les adaptations qui ont cours dans cette relation n’ont pas pour but de mieux servir l’autre espèce, mais de rester compétitif dans le service offert à l’autre afin de ne pas en perdre les avantages associées.

## Exemples de coadaptation mutualiste
Un mutualisme fort entre deux espèces implique très souvent de nombreuses coadaptations. En effet la réussite de leur association est conditionnée par leur aptitude à faire des échanges. De ce fait, de nouvelles structures anatomiques et comportementales, vont faire leur apparition pour répondre à cet impératif.

### Mutualisme pucerons/fourmis

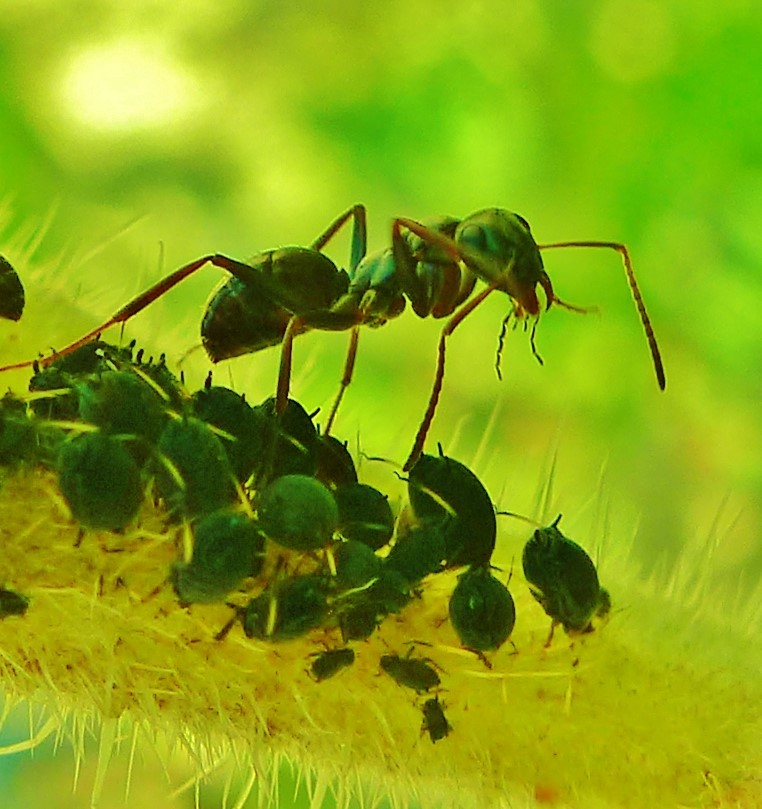
Une fourmi (Formica glacialis) élevant des pucerons (Aphis fabae) sur un plant de bourrache (borago officinalis).

Les fourmis sont connues pour leur relation mutualiste avec plusieurs autres espèces. Parmi celles-ci, les fourmis entretiennent une relation particulière avec les pucerons. En échange de leur protection, elles se nourrissent du miellat sucré excrété par les pucerons. Ces deux espèces sont un bon exemple de coadaptation. Il existe des coadaptations préexistantes à la mise en contact des deux espèces et d’autres survenus postérieurement grâce à leur coévolution.

### Mutualisme plantes/mycorhizes

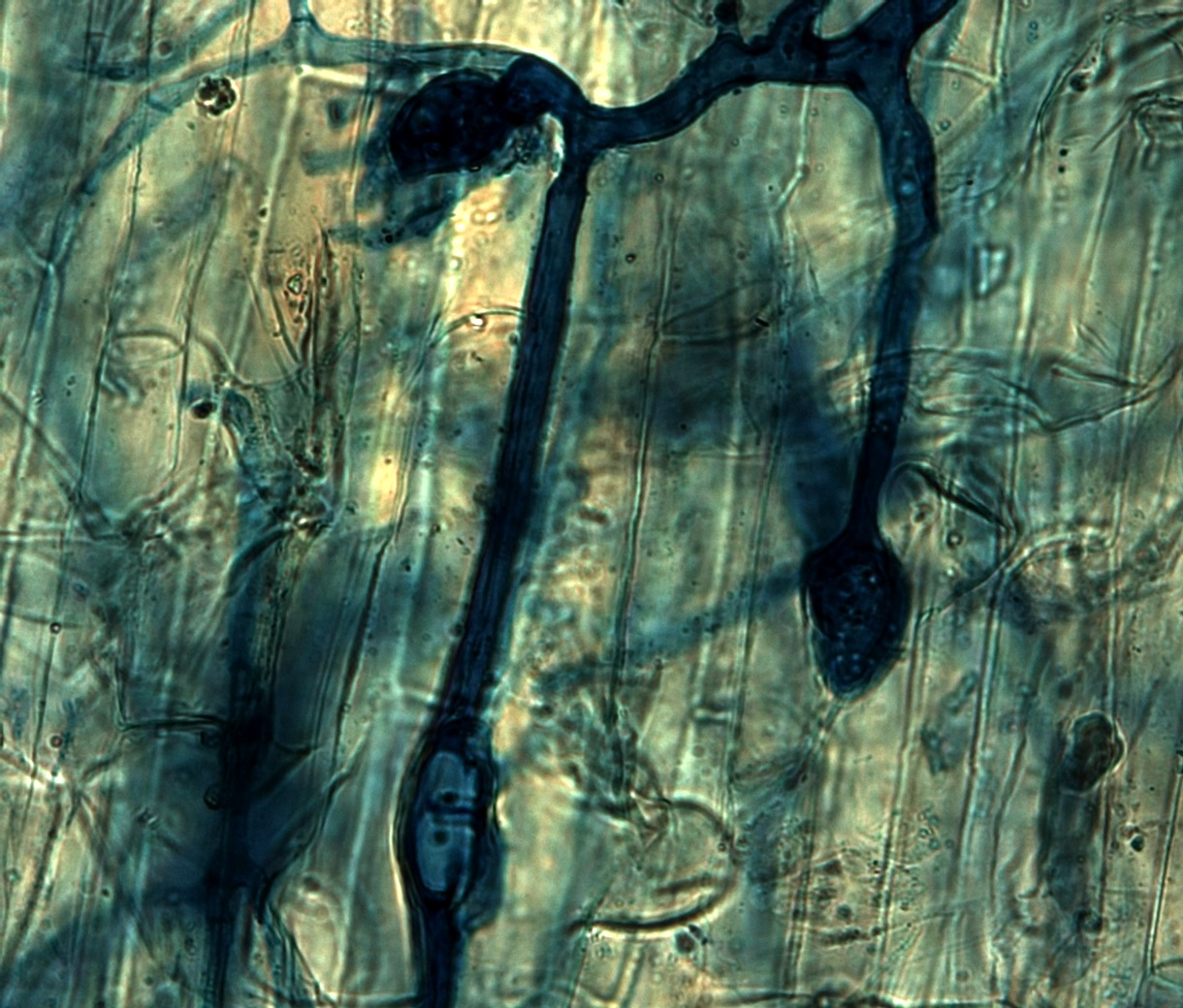
Réseau mycélien du champignon Rhizophagus irregularis inséré au milieu des cellules de son hôte végétal (ici Vicia fabae).

Les mycorhizes sont des champignons vivant à l’intérieur des racines des plantes. Leur vaste réseau mycélien leur offre une grande surface de contact avec le sol. Elles sont donc en mesure de fournir à la plante hôte des nutriments auxquels cette dernière n’a pas accès. Celle-ci en échange, grâce à sa photosynthèse, alimente le champignon en glucose. Pour que ce mutualisme fonctionne certaines coadaptations ont dû être mises en place, notamment l’existence de structures en forme de canaux, les arbuscules, s'insérant directement dans les cellules végétales hôte facilitant les échanges entre le champignon et la plante.

## Exemple de coadaptation antagoniste
Une coadaptation antagoniste peut avoir lieu entre deux espèces, comme pour l'exemple de l’allongement du proboscis (la trompe) du papillon en réponse à l’étirement de la corolle de la fleur rendant le pollen moins accessible. Mais plus surprenant encore, des coadaptations antagonistes peuvent avoir lieu au sein d’espèces très proches. Certaines espèces de lézards australiens de la sous-famille des Lygosominae connaîtraient un conflit d’intérêt entre leur propre comportement et leurs performances physiologiques. Ces lézards auraient une préférence pour des températures qui ne sont pas celles physiologiquement les plus adaptée pour courir, (différence entre température optimale pour la course et leur préférence thermale).

### Coadaptation antagoniste entre le colibri et la fleur
La compréhension de l’adaptation par sélection naturelle de certains organismes par rapport à leur environnement fut le sujet de multiples recherches évolutionnaires à l’époque de Darwin et Wallace. En particulier, les interactions entre les plantes et les animaux surtout au niveau de la zoogamie – pollinisation des plantes par les animaux – procurent des exemples classiques de coadaptation antagoniste conférant des avantages aux deux mutualistes. Comme de fait, Charles Darwin ayant étudié la biologie florale pendant plus de 40 ans, fut l’un des premiers à documenter l’évolution des fleurs et de leurs structures en fonction de la morphologie des pollinisateurs. Les différentes espèces de colibris présentent des variations impressionnantes au niveau de la longueur de leurs becs, allant de 5 mm chez le colibri à petit bec (Ramphomicron microrhynchum) jusqu’à plus de 100 mm chez le colibri porte-épée (Ensifera ensifera). La ressemblance étroite entre la longueur du bec des colibris et celle des fleurs sur lesquels ils se nourrissent semblerait être un exemple de coadaptation. En effet, les oiseaux ayant un bec plus long iraient se nourrir de longues fleurs alors que les oiseaux à bec plus court auraient tendance à se nourrir de fleurs plus étroites. Néanmoins, dans certains cas, les colibris ayant un long bec se nourriraient de façon plus efficace que les colibris à bec court, non seulement dans les longues fleurs, mais aussi dans les petites fleurs. 
L’article « A new dimension to hummingbird-flower relationships » par Temeles  soulève la question à savoir si les relations colibri-fleur devraient, en plus de prendre en compte la longueur de fleurs, considérer le diamètre de la corolle. Cette recherche a étudié les effets du diamètre de la corolle des fleurs sur la profondeur maximale à laquelle le colibri peut insérer son bec dans la fleur afin d’extraire du nectar ainsi que le temps que ceci lui prendra. Pour y arriver, Temeles et son équipe ont fait deux expériences. La première consista à confectionner des fleurs artificielles aux diamètres différents sur lesquelles furent inscrites trois mesures afin de voir la profondeur à laquelle l’oiseau est capable d’insérer son bec en fonction du diamètre de la corolle. La deuxième expérience a permis d’observer le temps total qu’un colibri passe durant une visite à une fleur, incluant le temps d’insérer le bec dans la fleur, lécher le nectar et retirer le bec (temps de manipulation de la fleur). On veut savoir si le diamètre de la corolle de la fleur vient affecter ce temps total.  Les résultats de ces deux expériences ont confirmé que le diamètre de la corolle affecte bel et bien la profondeur maximale à laquelle un colibri peut insérer son bec. Les fleurs avec une corolle possédant un diamètre plus grand permettent aux colibris d’insérer leurs becs à des profondeurs plus importantes. De plus, le temps de manipulation de la fleur aurait tendance à augmenter avec la diminution du diamètre de la corolle. Ces résultats viennent confirmer que la capacité du colibri à se nourrir des fleurs varie non seulement selon la longueur de la fleur, mais aussi selon le diamètre de sa corolle. Plus le diamètre de la corolle est grand, plus le colibri peut y insérer une plus grande partie de son bec. Finalement, le temps de manipulation de la fleur plus élevé chez les colibris ayant des becs plus longs et lorsque la corolle est plus étroite s’explique par le fait que ces derniers auront tendant à faire plus d’erreurs d’insertion de leur bec dans les fleurs. Avoir un petit bec pourrait donc être un avantage pour l’alimentation des colibris à petits becs, mais qu’en est-il des becs courbés de certaines espèces de colibris ?

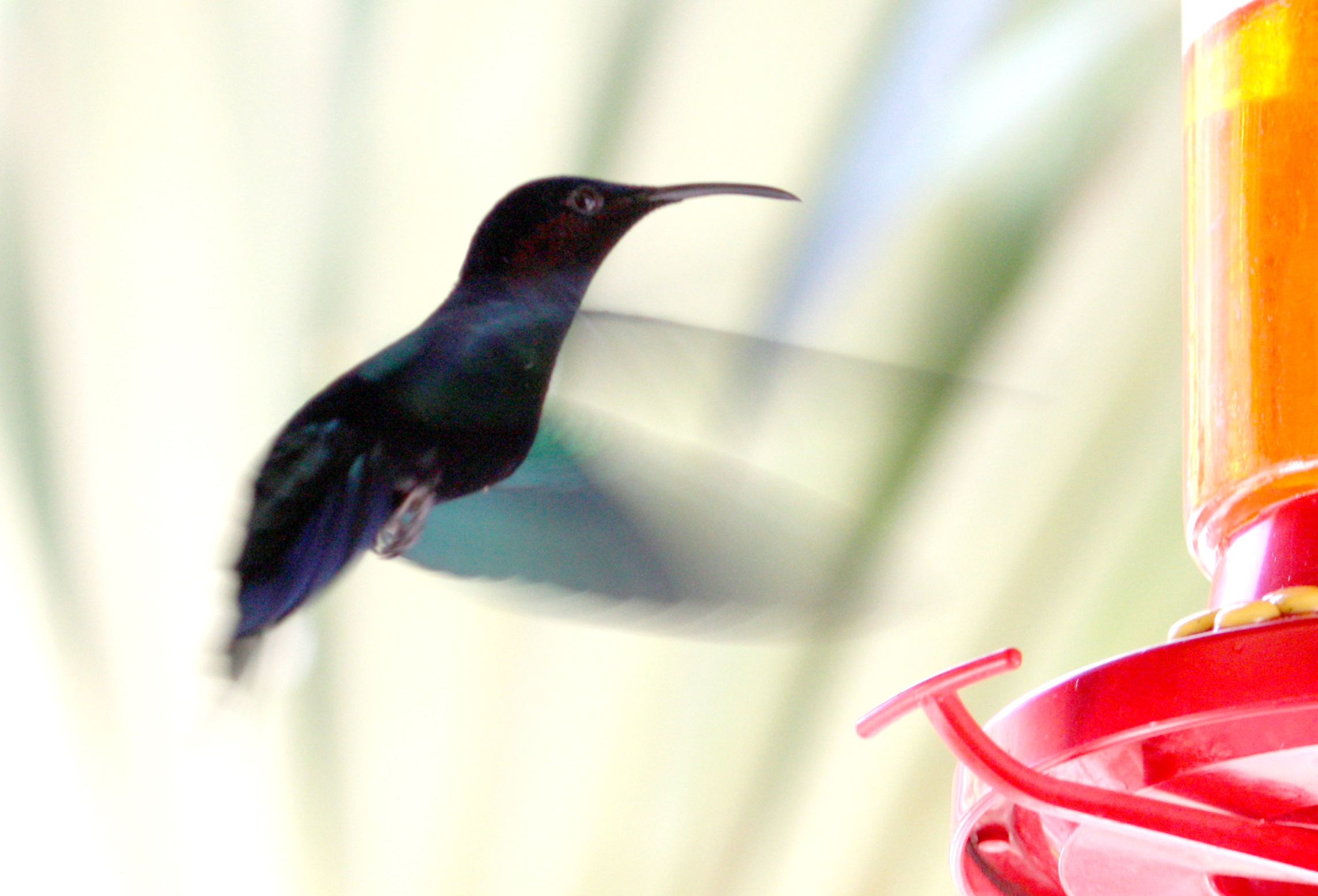
Bec court et droit du mâle colibri madère (Eulampis jugularis)

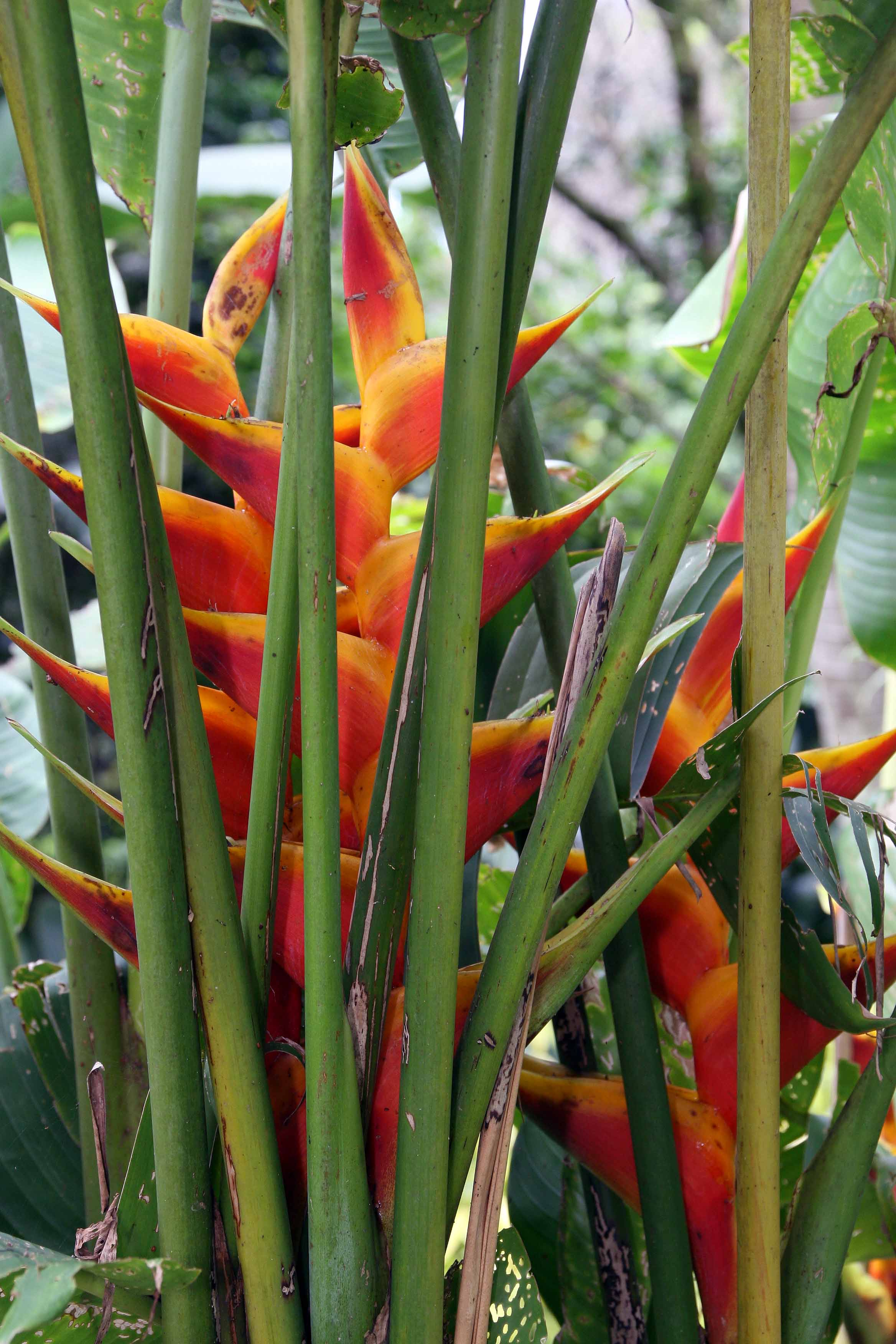
Fleurs courtes et droites de Heliconia bihai, pollinisées par les colibris E. jugularis mâles.

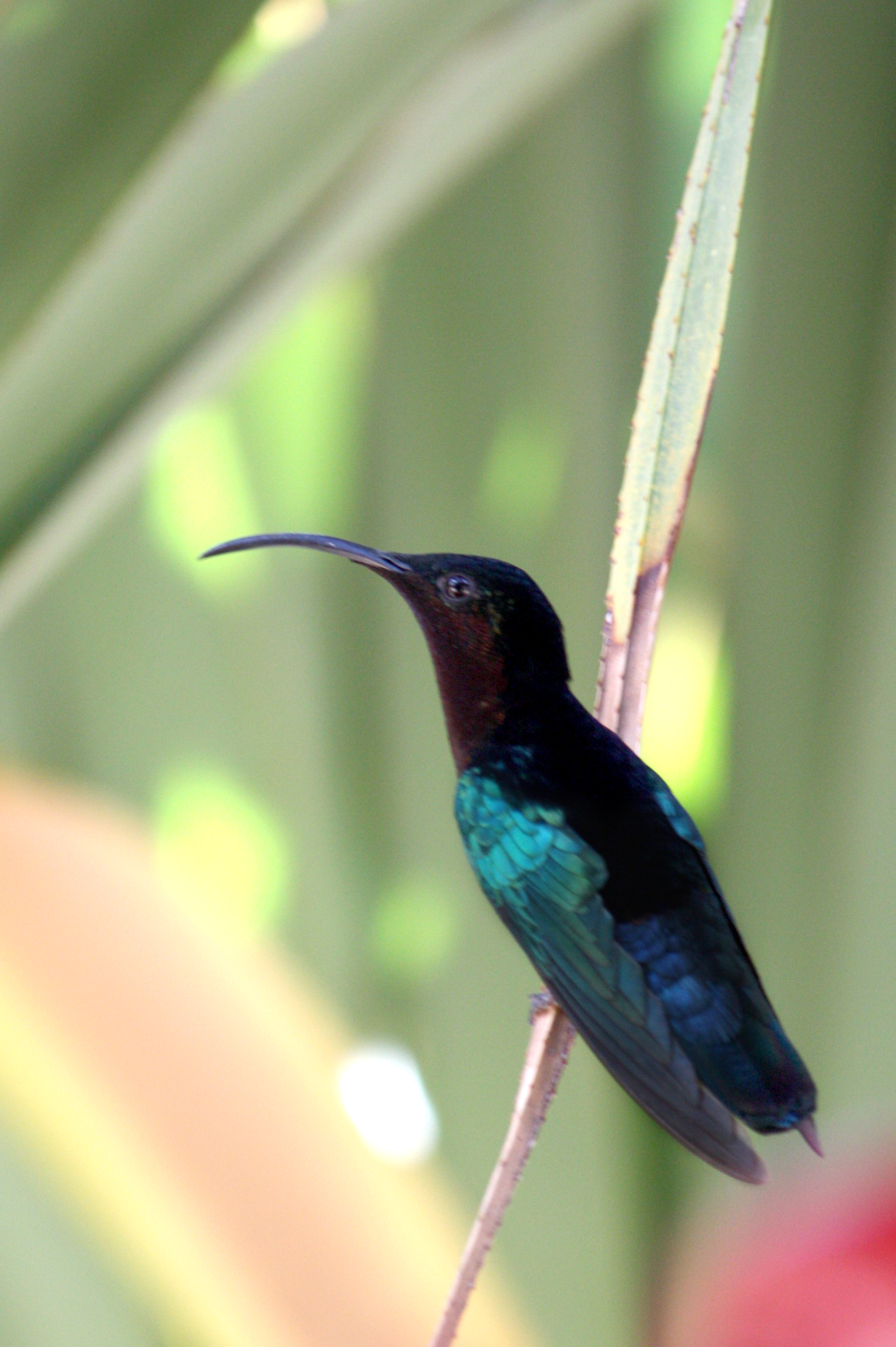
Bec plus long et courbé de la femelle colibri madère (Eulampis jugularis).

L'étude suivante par Temeles et Kress datant de 2003  traite justement de l’effet de la courbure du bec de certains colibris sur la pollinisation des fleurs associées. Tout d’abord, cette courbure est issue d’un dimorphisme sexuel, ici chez le colibri madère (Eulampis jugularis), originaire des Caraïbes. Cette apparence particulière caractérisant le bec des femelles E. jugularis est associée à un dimorphisme floral sur la plante sur laquelle cette espèce se nourrit, soit Heliconia. Chez E. jugularis, les femelles vont posséder des becs en moyenne 30% plus longs et 100% plus courbés que ceux des mâles. Les longues fleurs courbées d’H. bihai, une première espèce de Heliconia, correspondent parfaitement aux becs courbés des femelles. D’autre part, les fleurs courtes et étroites d’une deuxième espèce d’Heliconia, soit d’H. caribaea, correspondent plutôt avec les becs des mâles. Cette intime relation entre les colibris et les fleurs d’Heliconia semble fournir des preuves convaincantes de coadaptation entre le dimorphisme sexuel dans la morphologie de l’oiseau pollinisateur et la morphologie florale de la plante. Lors de cette recherche, Temeles et Kress ont voulu savoir si les préférences alimentaires des colibris madère seraient à l’origine de cette coadaptation oiseau-fleur. Afin de répondre à cette question, l’équipe de chercheurs a observé les oiseaux, en milieu naturel, pendant la floraison maximale des fleurs. Cette période coïncide aussi avec la saison de reproduction des colibris. Ensuite, pour être en mesure d’examiner la relation entre l’utilisation des fleurs et la morphologie du bec des colibris E. jugularis, la longueur et la courbure des fleurs d’Heliconia ont été mesurées sur le territoire étudié. Les observations ont révélé que les colibris mâles semblaient être exclusivement associés à l’espèce de Heliconia possédant les fleurs petites et courtes (H. bihai), puisqu’ils les défendaient contre d’autres congénères. De plus, les colibris mâles n’ont pas été observés en train de visiter la deuxième espèce de Heliconia (H. caribaea) ayant de longues fleurs courbées, malgré le fait que celle-ci soit aussi présente sur le même territoire. Les mâles E. jugularis semblent donc choisir volontairement H. bihai pour s’alimenter. Chaque sexe semble préférer se nourrir des fleurs correspondant à la taille et la forme de leur bec. Les différences entre les deux espèces d’Heliconia viennent donc déterminer les stratégies d’alimentation et de reproduction du colibri E. Jugularis. Étant le seul pollinisateur de deux espèces d’Heliconia, les colibris sont aussi essentiels à la reproduction de ces plantes.  
En dernier lieu, selon une étude de Campbell, Waser et Price publiée en 1996  la forme morphologique des fleurs d’une plante aurait évolué grâce à une sélection visant l’exclusion de pollinisateurs inefficaces et l’augmentation de l’efficacité du transport du pollen d’une plante à l’autre par des pollinisateurs efficaces. Dans notre cas, les plantes auraient avantage à exclure des pollinisateurs comme les papillons et les abeilles et plutôt favoriser leur propre pollinisation par des oiseaux, soit l’ornithophilie. Pour ce faire, soit la morphologie de la fleur va favoriser l’accès au pollen et l’efficacité avec laquelle l’animal pollinisateur en question y a accès, soit elle va influencer la qualité du pollen transféré à ce dit pollinisateur. Ce transport de pollen est crucial pour la reproduction des plantes angiospermes. Les plantes possédant des fleurs plus larges ont tendance à exporter plus de pollen vers les plantes environnantes, et ce, pour quatre raisons. La première raison consiste en une augmentation de la production de pollen avec l’augmentation de la largeur de la fleur. Deuxièmement, les colibris seront capables de prélever plus de pollen d’une fleur si cette dernière possède une corolle ayant un grand diamètre. Troisièmement, une grande corolle permettrait aussi aux colibris d’insérer leur bec plus profondément dans la fleur. Finalement, une insertion plus profonde du bec d’un colibri permet à une plus grande quantité de pollen d’adhérer à son bec et d’ainsi être transporté. Ces mécanismes semblent sous-entendre que la largeur de la corolle d’une fleur aurait un effet sur l’efficacité de la quantité de pollen exportée par les colibris lorsque ces derniers visitent une fleur. De la même façon, les fleurs plus larges sembleraient obtenir plus de visites de colibris, et sont ainsi plus pollinisées. Ceci est particulièrement important dans les cas où les fleurs sont exclusivement pollinisées par une espèce de colibri, comme nous avons vu chez E. jugularis et Heliconia. Mais quels seraient les facteurs influençant cette coadaptation antagoniste ? Afin de répondre à cette question, l’équipe de recherchistes a mené des expériences avec des colibris captifs afin de qualifier l’importance de la quantité de pollen produit, la fraction de ce pollen qui est exportée par les pollinisateurs ou la quantité de ce pollen exporté qui se rend avec succès sur les stigmates d’autres plantes. Les résultats confirment que la production de pollen par une fleur va augmenter avec la largeur de la corolle, que l’exportation du pollen vers les stigmates receveurs augmente aussi avec la largeur des fleurs donneuses, et que sur 36% du pollen exporté par les colibris en une visite, 33% se retrouveront sur les stigmates receveurs. Ainsi, les fleurs pollinisées par les colibris auraient tendance à être plus larges que celles pollinisées par des papillons ou par des abeilles, et ce afin d’accommoder le bec de l’oiseau. Cette dernière expérience a permis de comprendre que la coadaptation morphologique entre la grandeur de la corolle d’une fleur et la forme/longueur du bec d’un colibri influence directement l’efficacité de chaque visite par le colibri et ainsi l’exportation du pollen d’une fleur donneuse à une fleur réceptrice.

## Différence entre coadaptation et coévolution
La coévolution implique une notion de temps. Les deux espèces doivent avoir une histoire commune, leur promiscuité et leurs interactions au cours du temps les ont modifiées pour les rendre plus adaptées l’une à l’autre. Chaque lignée exerce une influence réciproque sur leur évolution. Mais deux espèces peuvent très bien être coadaptées sans pour autant avoir coévolué ensemble. En effet, il est possible qu’à leur rencontre deux espèces, tout en ayant évolué dans des circonstances tout à fait indépendantes, disposent déjà initialement, l’une envers l’autre, de certains traits adaptés. Une coadaptation non due à la coévolution est donc un événement fortuit découlant de l’ « heureux hasard » que deux espèces sans contact préalables, possèdent déjà pourtant des traits facilitant leur interaction. La coadaptation suggère mais n’implique donc pas obligatoirement une coévolution. La coadaptation est un événement de transformation, physiologique, morphologique ou comportemental, à un temps donné. La coévolution est un processus qui se déroule sur une large échelle de temps et qui inclut une série de coadaptations.

## Modèle de la reine rouge
Dans le cas d’une relation antagoniste, la coadaptation est comparable à une course entre deux rivaux. Les phénomènes de coadaptations s’enchaînent si bien de part et d’autre chez les protagonistes que l’équilibre des avantages reste inchangé. Aucun des deux opposants ne parvient à se trouver mieux adapté que l’autre puisque chaque avancée temporaire de l’un est rapidement palliée et supplantée par l’autre. La coadaptation les pousse à se modifier réciproquement sans fin pour rester, sur le plan adaptatif, à la même place. Cette théorie est dite « de la reine rouge », par allusion au conte Alice au pays des merveilles (1865) de Lewis Caroll où la reine et Alice courent sur un décor qui défile à la manière d’un tapis roulant, rappelant que chaque avancée est systématiquement remise à zéro. Cette métaphore fit son apparition la première fois dans les années 1970 grâce à Van Valen. Il proposa ainsi une nouvelle vision de l’évolution des espèces : toutes les espèces courent aussi vite que possible (soit, se coadaptent) et celles qui n’arrivent pas à tenir le rythme disparaissent.

## Charles Darwin et la coadaptation
D’après Charles Darwin, parler de coopération inter-espèces, via les phénomènes de coadaptation, est abusif. Il incite à ne pas confondre pour de l’entraide ce qui n’est en fait qu’un acte opportuniste. Dans l’exemple des pucerons et des fourmis, rappelons que les déchets des uns sont la nourriture des autres. Les coadaptations issues du mutualisme ne sont en rien des actes altruistes interspécifiques. « Ce que nous appelons aujourd’hui le mutualisme, n’est en rien la conséquence d’un « moteur coopératif » et parallèle au « moteur compétitif », mais bien la conséquence de la même lutte pour l’existence ». 
Les fourmis tirent donc avantage à débarrasser les déchets d’une autre espèce. Et réciproquement, Darwin souligne dans l’origine des espèces (chapitre VII sur l’instinct) que la passivité du puceron ne le laisse pas en reste pour ce qui est de tirer parti de la situation :

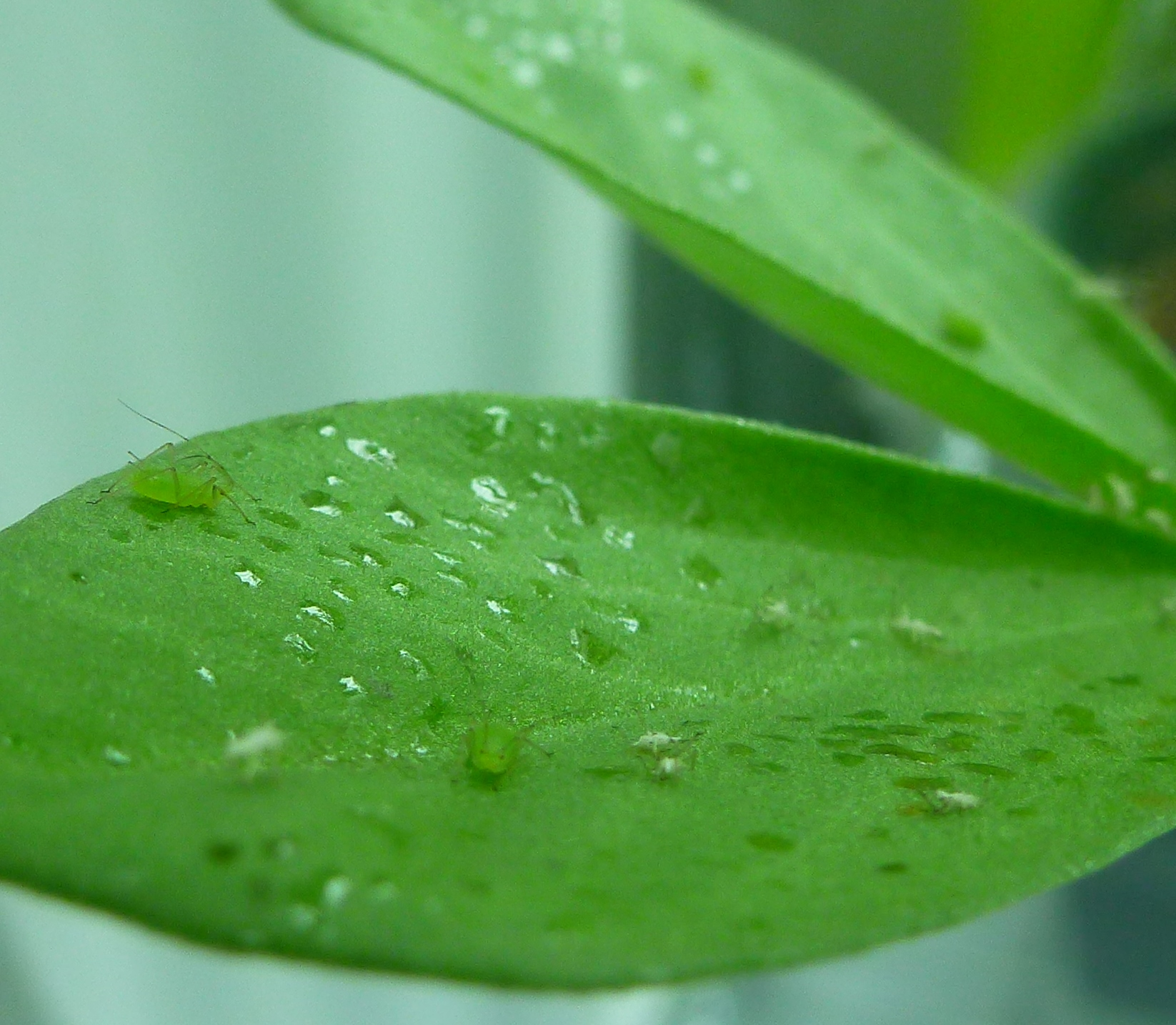
Pucerons verts du bois (Acyrthosiphon pisum) et dépôts de miellat sur feuille de Vicia faba.

« Parmi les exemples que je connais d'un animal exécutant un acte dans le seul but apparent que cet acte profite à un autre animal, un des plus singuliers est celui des pucerons, qui cèdent volontairement aux fourmis la liqueur sucrée qu'ils excrètent. […] Mais, ce liquide étant très visqueux, il est probable qu'il est avantageux pour les pucerons d'en être débarrassés, et que, par conséquent, ils n'excrètent pas pour le seul avantage des fourmis. Bien que nous n'ayons aucune preuve qu'un animal exécute un acte quel qu'il soit pour le bien particulier d'un autre animal, chacun cependant s'efforce de profiter des instincts d'autrui, de même que chacun essaye de profiter de la plus faible conformation physique des autres espèces. »
Darwin en parlant du miellat comme un liquide visqueux avait vu juste, les pucerons ont tout intérêt à s’en débarrasser, car à terme s’il n’est pas récolté par les fourmis, le miellat s’agglutine en quantité sur les feuilles des plantes ce qui les étouffe et favorise la croissance de champignon. Ce qui est négatif pour la plante, ne peut être bénéfique pour le puceron.
Les coadaptations référant au mutualisme ne constituent donc pas un effort gratuit, ou bien même altruiste envers une autre espèce, mais bien un calcul égoïste ayant pour seul fin un gain de fitness.